# Yésero
Yésero község Spanyolországban, Huesca tartományban. Yésero Biescas, Panticosa, Torla-Ordesa és Broto községekkel határos. Lakosainak száma 62 fő (2024).

## Népesség
A település népessége az utóbbi években az alábbiak szerint változott:
| Lakosok száma | 83   | 77   | 77   | 77   | 67   | 57   | 56   | 57   | 58   | 62   |
|               | 2001 | 2004 | 2007 | 2009 | 2012 | 2014 | 2017 | 2019 | 2022 | 2024 |